# Свети Козма Мајумски
Свети Козма Мајумски, познат и као Козма Јерусалимски и Козма Мелодист, православни је епископ Мајумски, светитељ и химнописац из 8. века.
Рођен је у Јерусалиму. Рано је остао без родитеља. Посинили су га родитељи Светог Јована Дамаскина у Дамаску. Васпитавали су га и школовали заједно са Јованом. Изучио је заједно са њим: књижевност и филозофију, астрономију, музику, геометрију, и са посебном љубављу Свето писмо. У својим зрелим годинама, заједно су се замонашили у лаври Светог Саве Освећеног у Јерусалиму.
Због својих монашких и хришћанских врлина изабран је за епископа Мајумског где је дуго и плодоносно радио на ширењу Јеванђеља.
Остало је забележено да је помагао Светом Дамаскину у састављаwу Осмогласника. Поред тога самостално је саставио велики број канона светитељима. Посебно се истичу канони на Лазареву Суботу, на Цвети, на Страсну Недељу.
Умро 794. године.
Православна црква прославља Светог Козму 12. октобра по јулијанском календару.